# Црква Светога Саве у Горњој Слатини
Црква Светога Саве у Горњој Слатини, насељеном месту на територији општине Шамац, припада Епархији зворничко–тузланској Српске православне цркве.

## Историјат
Црква Светога Саве у Горњој Слатини представља једнобродни храм димензија 20×8 метара. Градња је започета 1965. године према пројекту „Пројектне градње” из Брчког. Темеље је освештао протојереј Душан Поповић из Милошевца 12. септембра 1965. године. Након завршетка радова цркву је освештао епископ зворничко-тузлански Лонгин Томић 8. августа 1971. године. Иконостас од храстовине у дуборезу је израдио Милић Урошевић из Београда, а храм је осликао 1984—1985. године протођакон Марко Илић из Београда са сарадницима Горанком Ковачевић и Миланом Косановићем.
Године 2021. на прослави 50 година од првог освештања цркве епископ зворничко-тузлански Фотије Сладојевић је на празник Параскеве Римске освештао цркву Светог Саве, уз саслужење протојереј-ставрофора Стокана Ћирковића и Милана Пајкановића, пароха врањачког Слободана Тошића, пароха брчанског Предрага Ћирковића, протонамјесника епархије банатске Борислава Стојића и ђакона Немање Спасојевића. Појединцима и институцијама које су допринели обнови храма је додељене архијеријска грамата, међу осталог и општини Шамац, Сави Босићу, Војиславу Мокрићу, црквено управном одбору у Горњој Слатини и начелница општинског Одељења за стамбено–комуналне послове и урбанизам Ведрани Михаљић.